# 形象物
形象物（Day shapes）とは、昼間において水上を航海中（航行中に加え、錨泊中、岸壁係留中、乗揚げ（座礁）の状態も含まれる）の船舶のマストに、他船に識別できるように掲げられた標示物のことである。

## 規定

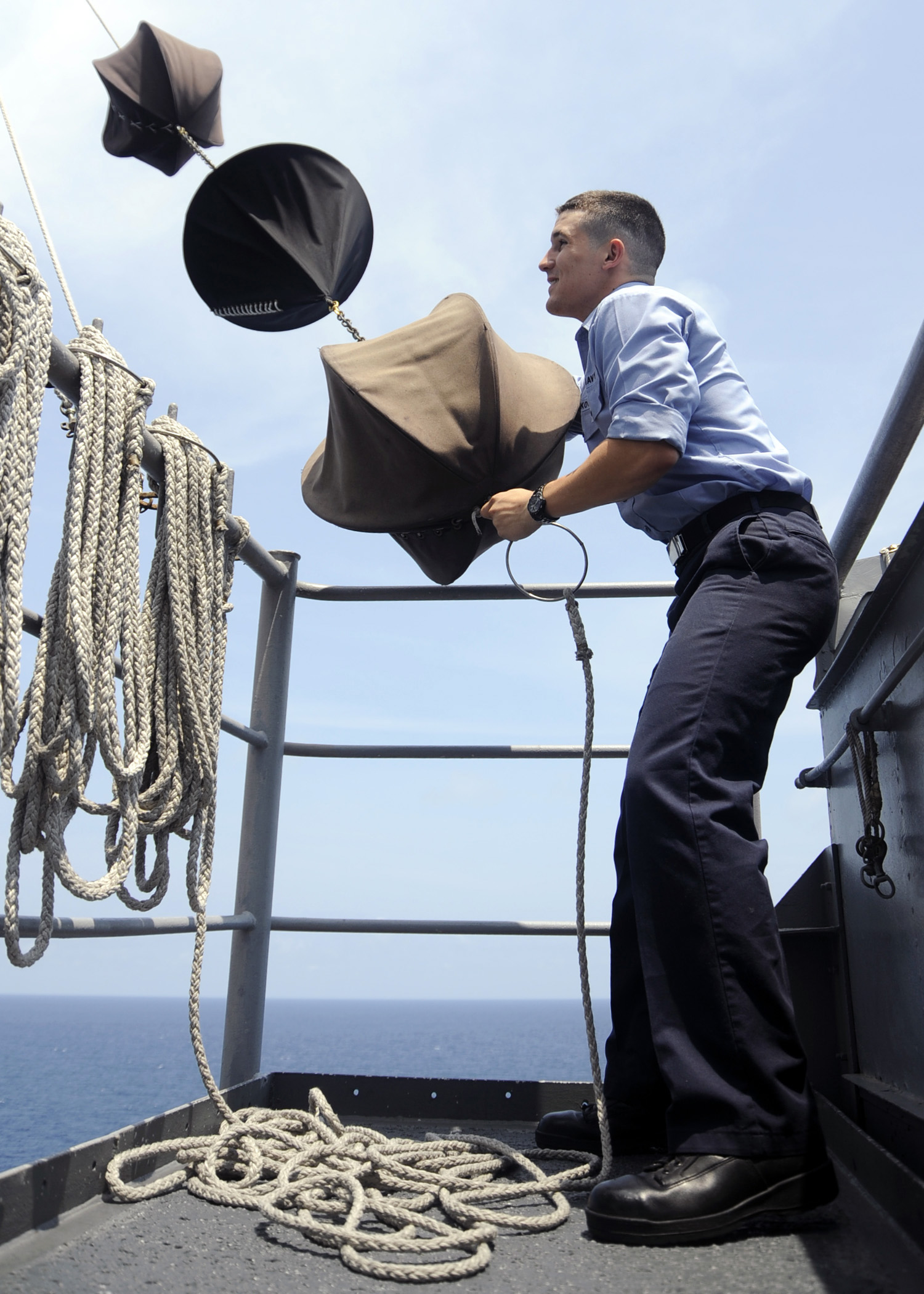
操縦性能制限状態が終了して形象物をマストから降ろしているアメリカ海軍の水兵

形象物の形状と寸法は、1972年の海上における衝突の予防のための国際規則（1972年COLREG規則）、海上衝突予防法で細かく規定されている。形状は球形、円錐形、円筒形、菱形の4種類あり、色は黒色と決められている。
それぞれの形象物の寸法・形状の規定は以下となる。
1. 球形：直径が0.6m以上
2. 円錐形：直径が0.6m以上で高さは底の直径と同じ
3. 円筒形：直径が0.6m以上で高さは水平直径の2倍
4. 菱形：直径0.6m以上で、高さが底の直径と同じ寸法の円錐をその底面で上下に結合させた形のもの

それぞれの形象物は1.5m以上の垂直間隔をあけて掲示することが規定されている。ただし長さが20m未満の船舶は形象物の垂直間隔を減じることができるとしている。使用しないときに畳んでコンパクトにできるように金属ワイヤーを骨組みにしてネットを張ったものが一般的である。
規定の昼間とは日出から日没までのことではなく、太陽が水平線や地平線の下にある薄明時も含まれる。この時は灯火とともに使用すべきであると規定されている。
規定の長さ以上の曳航物を一列に引いて航行する船舶、帆を用いたり帆・機関を併用して航行中の船舶、漁撈に従事中の漁具を引く船舶、何らかのアクシデントが発生し操船が困難な船舶、座礁中の船舶、錨泊中の船舶、海上で作業中の作業船、掃海作業中の船舶などは規則で決められた方法に則り、薄明時を含む昼間において他船からよく視認できるように形象物を掲示することが決められている。
| 船舶の種類                                                               | 形象物                                                | 運航状態       | 船の全長等 | 右図該当№ |
| ------------------------------------------------------------------------ | ----------------------------------------------------- | -------------- | --- | --------- |
| 船舶（漁撈従事中の船、操縦性能制限船及び水先船を除く）                   | 球形1個                                               | 錨泊中         | 全長7m以上。但し、狭水道とその付近、錨地とその付近、航路とその付近に錨泊する場合、全長7m未満の船舶も適用される。                                    | 1         |
| 水先船                                                                   | 球形1個                                               | 錨泊中         | 船の全長に係らず形象物の掲示が必要。 | 1         |
| 帆使用または帆・機併用船舶                                               | 円錐形1個（頂点を下）                                 | 航行中         | 全長12m以上の船舶に適用。 | 2         |
| 曳船列                                                                   | 菱形（それぞれの船ごとに1個ずつ）                     | 航行中         | 先頭の曳航作業従事船の尾部から被曳航船の最後尾までの長さが200mを超える物件。但し曳航作業従事船のうち全長12m未満の船舶は形象物の掲示を必要としない。 | 3         |
| 水没被曳航物件（200m超）                                                 | 菱形（前方に1個、後端付近に1個）                      | 航行中         | 先頭の曳航作業従事船の尾部から被曳航物件の最後端までの長さが200mを超える物件。先頭の曳航作業従事船で全長12m未満の船舶は形象物の掲示を必要としない。 | 3         |
| 水没被曳航物件（200m以下）                                               | 菱形（後端付近にのみ1個）                             | 航行中         | 先頭の曳航作業従事船の尾部から被曳航物件の最後端までの長さが200m以下の物件。先頭の曳航作業従事船で全長12m未満の船舶は形象物の掲示を必要としない。   | 3         |
| トロールに従事している漁撈船（全長12m以上の運転不自由船を除く）          | 2個の円錐形を頂点同士で結合し鼓形                     | 航行中・錨泊中 | 原則すべての全長の船舶で掲示が必要。 | 4         |
| トロール以外に従事している漁撈船                                         | 同上＋円錐型（鉛直方向に2列）                         | 航行中・錨泊中 | 漁具を150m以上船外に出して作業する船舶は船の全長に関係なく掲示が必要。                                                                              | 11        |
| 運転不自由船                                                             | 球形2個(鉛直方向に一列)                               | 航行中         | 全長12m以上の船舶に適用。 | 5         |
| 掃海作業に従事している船                                                 | 球形3個(1個はマスト最上部、2個はマストのヤードの両端) | 航行中・錨泊中 | 全長12m以上の船舶に適用。 | 6         |
| 航路標識敷設等の作業に従事している船（潜水夫作業に従事している船は除く） | 上段が球形、中段が菱形、下段が球形(鉛直方向に一列)    | 航行中・錨泊中 | 全長12m以上の船舶に適用。 | 7         |
| 浚渫等の水中作業に従事している船（潜水夫作業に従事している船は除く）     | 同上＋菱形2個＋球形2個(鉛直方向に三列)                | 航行中・錨泊中 | 全長12m以上の船舶に適用。 | 10        |
| 潜水夫作業に従事している船                                               | 上段が球形、中段が菱形、下段が球形(鉛直方向に一列)    | 航行中・錨泊中 | 原則として形象物の掲示が必要。ただしマストに形象物を掲げるスペースが無い小型の船は文字旗のA旗で代用が可能。                                         | 7         |
| 喫水制限船                                                               | 円筒形1個                                             | 航行中         | | 8         |
| 座礁状態の船                                                             | 球形3個(鉛直方向に一列)                               | 座礁状態       | 全長12m以上の船舶に適用。 | 9         |

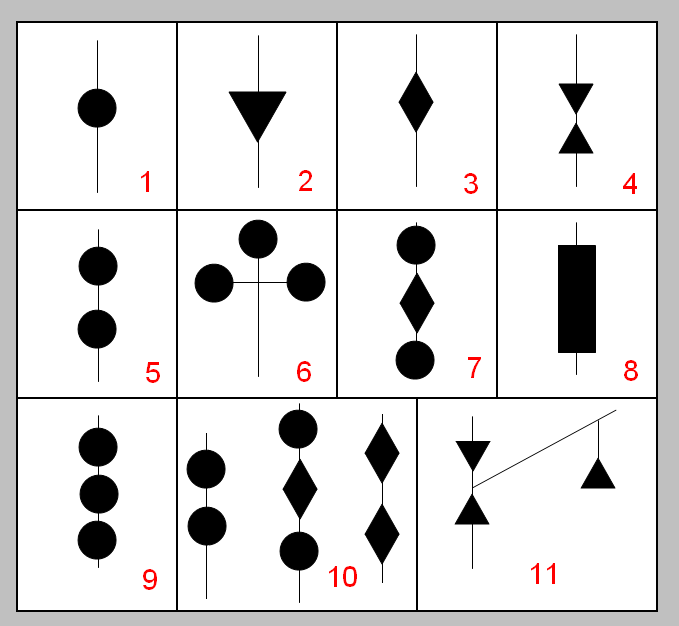
1972年COLREG規則で規定されている形象物

特記：20m未満の水上の船舶は形象物の寸法を規定より小型にできる。
- 運転不自由船 - 機関、舵、帆などの不調により操船の困難な船のこと。
- 喫水制限船 - 水深が浅かったり海底の障害物などにより自船の喫水条件で航行が可能な周囲の水域が限定されることで、進路が著しく制限された船舶のこと。
- 操縦性能制限船 - 他の船舶の進路を避けることができない船舶のうち、機器の不調からではなく海上での作業を原因とするものを指す。その操縦性能を制限する作業に該当するものとして、「航路標識敷設等の作業」、「進路から離れることを著しく制限する曳航作業」、「浚渫等の水中作業」、「潜水夫作業」、「掃海作業」を規定している。
- 航路標識敷設等の作業 - 航路標識・海底電線・海底パイプラインの敷設・保守・引揚げ作業、浚渫作業・掃海作業・潜水夫作業を除く他の水中作業、水上航行中の補給・人の移乗・貨物の積み替え作業、航空母艦や水上戦闘艦などの甲板上の航空機の発着作業が該当する。
- 進路から離れることを著しく制限する曳航作業 - 大型クレーン船、オイルリグ、浮きドック、大型重量物運搬船などの曳航作業が挙げられる。
- 浚渫等の水中作業 - 「航路標識敷設等の作業」に該当する水中作業・掃海作業・潜水夫作業を除く、浚渫その他の水中作業が該当すると規定している。